# Tôn Lỗ Ban
Tôn Lỗ Ban (chữ Hán: 孫魯班; khoảng 229-258), biểu tự Đại Hổ (大虎), là một công chúa của hoàng tộc Đông Ngô thời kỳ Tam Quốc Trung Quốc, con gái của Tôn Quyền, hoàng đế khai quốc của Đông Ngô. Bà có hiệu là Trưởng công chúa (長公主), Đại công chúa (大公主), do có lẽ bà là người con gái lớn nhất của Tôn Quyền. Ban đầu, bà được ban hôn cho Chu Tuần, con trai Chu Du. Sau khi Chu Tuần chết, bà được gả cho Toàn Tông, vì vậy còn có hiệu là Toàn công chúa (全公主). Sinh thời, bà là nữ nhân có ảnh hưởng chính trị suốt 2 đời vua đầu nhà Đông Ngô.

## Cuộc sống thiếu thời và hôn nhân
Tôn Lỗ Ban là con gái lớn của Tôn Quyền và người sủng thiếp của ông, Bô Luyện Sư Bộ phu nhân. Bà có một người em gái là Tôn Lỗ Dục. Hai người có biểu tự lần lượt là Đại Hổ (大虎) và Tiểu Hổ (小虎). Tôn Lỗ Ban ban đầu được gả cho Chu Tuần (周循), con trai của Chu Du, nhưng Chu Tuần chết sớm. Năm 229, bà lại được gả cho Toàn Tông, một võ tướng Đông Ngô. Bà sinh hạ cho Toàn Tông hai người con trai: Toàn Dịch (全懌) và Toàn Ngô (全吳).

## Dưới triều đại Tôn Quyền
Tôn Lỗ Ban vốn có ác cảm với Vương phu nhân, một trong những người thiếp của cha mình, từ đó ghét lây Tôn Hòa, người anh em cùng cha khác mẹ do Vương phu nhân sinh ra. Năm 242, sau khi Tôn Quyền chỉ định Tôn Hòa làm Thái tử, ông cũng muốn đưa Vương phu nhân lên ngôi Hoàng hậu. Tuy nhiên, Tôn Lỗ Ban đã phản đối mạnh mẽ và liên tục dèm pha Vương phu nhân trước mặt cha mình và thuyết phục ông từ bỏ ý định này.
Do Tôn Lỗ Ban lo lắng Tôn Hòa sẽ trả thù sau khi ông lên ngôi hoàng đế, bà thường xuyên dèm pha ông và Vương phu nhân trước mặt cha mình với hy vọng Tôn Hòa sẽ bị phế truất. Tôn Quyền tin lời con gái và trở nên giận dữ với Vương phu nhân. Vương phu nhân sau đó chết trong sự ghẻ lạnh, trong khi Tôn Hòa bị thất sủng với cha mình.
Vào khoảng thập niên 240, một cuộc đấu tranh quyền lực đã nổ ra giữa Tôn Hòa và người em thứ tư, Tôn Bá, người muốn chiếm lấy địa vị Thái tử từ ông. Cuộc tranh giành quyền lực có tác động phân cực trong triều đình Tôn Quyền; nổi lên hai phe đối lập, mỗi phe ủng hộ Tôn Hòa hoặc Tôn Bá. Trong thời gian này, phu quân của Tôn Lỗ Ban, Toàn Tông, đã ủng hộ Tôn Bá, lại chết vào năm 249 trước khi cuộc tranh giành quyền lực kết thúc. Năm 250, Tôn Quyền buộc Tôn Bá phải tự sát và phế truất Tôn Hòa khỏi vị trí Thái tử, chấm dứt việc tranh ngôi Thái tử. Nhiều quan viên tham gia vào cuộc tranh giành quyền lực này đã bị xử tử, lưu đày hoặc bị cách chức.
Trước đó, Tôn Lỗ Ban nhận thấy rằng cha mình ngày càng sủng ái người con trai út Tôn Lượng và muốn đưa người này vào ngôi vị Thái tử. Vì mong muốn có được Tôn Lượng làm đồng minh chính trị, bà đã khuyên cha mình nên sắp xếp một cuộc hôn nhân giữa Tôn Lượng và Toàn Huệ Giải, con gái của Toàn Thượng (全尚), một thân quyến của Toàn Tông. Tôn Quyền nghe theo lời khuyên của con gái và sắp xếp cho Tôn Lương kết hôn với Toàn Huệ Giải. Năm 250, sau khi hạ bệ Tôn Hòa, Tôn Quyền đã phong Tôn Lượng làm Thái tử mới, và Toàn Huệ Giải đương nhiên trở thành Thái tử phi.

## Dưới thời Tôn Tuấn chuyên quyền
Năm 252, Tôn Lượng đăng cơ, trở thành hoàng đế thứ hai của Đông Ngô sau khi cha mình băng hà. Bấy giờ, Tôn Lượng chỉ mới 9 tuổi, đại thần Gia Cát Khác làm phụ chính. Vào năm 253, một đại thần và tôn thất Đông Ngô là Tôn Tuấn đã thực hiện một cuộc binh biến giết chết Gia Cát Khác và thâu tóm quyền lực phụ chính. Tôn Tuấn được cho là đã có tư thông Tôn Lỗ Ban; việc này có lẽ bắt đầu sau khi Toàn Tông qua đời năm 249. Chính Tôn Lỗ Ban đã xúi giục Tôn Tuấn đày cựu Thái tử Tôn Hòa đến quận Tân Đô (新都郡; khu vực Y huyện, An Huy ngày nay) và sau đó gửi một sứ giả để buộc ông ta phải tự sát.
Trước đó, Tôn Lỗ Ban cùng từng bất hòa với em gái ruột Tôn Lỗ Dục khi Tôn Lỗ Dục từ chối ủng hộ bà trong nỗ lực phế truất Tôn Hòa. Năm 255, Tôn Nghi (孫儀) và một số triều thần âm mưu lật đổ Tôn Tuấn khỏi vị trí nhiếp chính, nhưng bị phát hiện và xử tử trước khi họ có thể thực hiện kế hoạch của mình. Tôn Lỗ Ban nắm lấy cơ hội này để buộc tội Tôn Lỗ Dục có liên quan đến âm mưu này và xúi giục Tôn Tuấn xử tử em gái mình.

## Dưới thời Tôn Lâm chuyên quyền
Sau khi Tôn Tuấn chết năm 256, em họ Tôn Lâm tiếp vị phụ chính. Vào khoảng giữa năm 256 và 258, Tôn Lượng nghi ngờ Tôn Lỗ Ban có liên quan đến cái chết của Tôn Lỗ Dục, nên đã cho triệu bà vào cung để thẩm vấn. Tôn Lỗ Ban rất sợ hãi, nên đã đổ lỗi cho các con của Chu Cứ là Chu Hùng (朱熊) và Chu Tổn (朱損). Tôn Lượng tin vào lời nói dối này nên đã ra lệnh cho Đinh Phụng xử tử Chu Hùng và Chu Tổn.
Khi bước vào tuổi trưởng thành, Tôn Lượng ngày càng cảnh giác với quyền thần Tôn Lâm, vì vậy vào năm 258, ông đã âm mưu với Tôn Lỗ Ban, Toàn Thượng (全尚) và Lưu Chửng (劉承) để loại bỏ Tôn Lâm. Do âm mưu bị bại lộ, Tôn Lâm nhanh chóng phản kích, giết Toàn Thượng và Lưu Chứng, phế truất Tôn Lượng và đưa Tôn Hưu, con trai thứ sáu của Tôn Quyền, lên ngôi hoàng đế. Ông cũng cho đày Tôn Lỗ Ban đày đến quận Dự Chương (豫章郡; khu vực Nam Xương, Giang Tây ngày nay). Chuyện sau đó về Tôn Lỗ Ban không được sử sách ghi chép đến.